# Zeria
Zeria är ett släkte av spindeldjur. Zeria ingår i familjen Solpugidae.

## Dottertaxa tillZeria, i alfabetisk ordning[2]
- Zeria adunca
- Zeria albistriata
- Zeria angolana
- Zeria antelopicornis
- Zeria atra
- Zeria atrisoma
- Zeria boehmi
- Zeria caffra
- Zeria capitulata
- Zeria carli
- Zeria celeripes
- Zeria davidi
- Zeria farimia
- Zeria ferox
- Zeria fordi
- Zeria funksoni
- Zeria fusca
- Zeria glabricornis
- Zeria greta
- Zeria incerta
- Zeria kapangana
- Zeria keyserlingi
- Zeria kraepelini
- Zeria langheldi
- Zeria lawrencei
- Zeria lethalis
- Zeria lobatula
- Zeria loveridgei
- Zeria merope
- Zeria meruensis
- Zeria monteiri
- Zeria nasuta
- Zeria neumanni
- Zeria niassa
- Zeria nigrescens
- Zeria obliqua
- Zeria obscura
- Zeria orthoceras
- Zeria paludicola
- Zeria parkinsoni
- Zeria persephone
- Zeria recta
- Zeria rhodesiana
- Zeria sagittaria
- Zeria schlechteri
- Zeria schoenlandi
- Zeria schoutedeni
- Zeria schweinfurthi
- Zeria sericea
- Zeria serraticornis
- Zeria spiralicornis
- Zeria strepsiceros
- Zeria striata
- Zeria sulfuripilosa
- Zeria toppini
- Zeria umbonata
- Zeria wabonica
- Zeria vansoni
- Zeria venator
- Zeria zebrina